# NGC 6175
NGC 6175 ist eine Radiogalaxie, die aus zwei miteinander kollidierenden kleineren Galaxien besteht: NGC 6175-1 ist eine 13,7 mag helle, linsenförmige Galaxie vom Hubble-Typ S0; NGC 6175-2 ist eine 14,0 mag helle, elliptische Galaxie vom Hubble-Typ E0. NGC 6175 befindet sich im Sternbild Herkules und wurde am 18. März 1787 von Wilhelm Herschel mit einem 18,7-Zoll-Spiegelteleskop entdeckt, der sie dabei mit „vF, vS“ beschrieb.